# 土曜はダメよ!
『発見！仰天!!プレミアもん!!! 土曜はダメよ！』（はっけん！ぎょうてん!!プレミアもん!!! どようはダメよ！）は、読売テレビで毎週土曜日夕方16:00 - 17:00（JST）で放送されている関西ローカルのバラエティ番組である、通称「土ダメ」。字幕放送、モノステレオ放送。番組のマスコットキャラクターはダメよちゃん。

## 概要
- 藤井隆とYOUが司会を務める、バラエティ番組。オープニングでは藤井が必ず一言ボケを交えて開始する。YOUは前番組（『スタパー!!』『プチドル』）までは藤井とともに進行を務めていたが、今番組からはパネラー扱いで出演している。
- 同じ二人が司会を務めていた読売テレビ制作の『スタパー!!』『プチドル』の終了直後に開始されており、実質後番組の扱いである。
- 毎回ゲストを1～2組程迎え、 通常は3部構成で進行している。
- 2009年3月以前までは、1部は桂小枝が担当する「ギョーテン!住宅情報!!小枝不動産」、2部は毎週交替で月亭八光や浅越ゴエ、ライセンスのいずれかが担当するコーナー、3部はフットボールアワーが担当する「ギョーテン美人! ダメットさん!!」であった。2017年4月現在は「小枝不動産」（通常枠の場合は必ず後半で放送）や「クイズ!赤の他人は誰だ!?」を含む全ての継続中のコーナーの中から、2～3つを毎回交替で放送している。
- 現時点での最高視聴率は2008年2月9日放送の17.9%（ビデオリサーチ調べ）。
- 制作局の読売テレビでは、土曜日に阪神タイガース戦や読売ジャイアンツ戦（両者ともデーゲーム。後者は日本テレビ制作分が全国ネットの場合）のプロ野球中継を行う日や、ゴルフ中継などのスポーツ中継、大型音楽特別番組『THE MUSIC DAY』（2013年から毎年7月に放送）が放送される日は休止となるが、その場合、以下に詳述したような放送のパターンがある。
  - 土曜放送分とは別に、日曜版として特番『日曜もダメよ!』が2010年11月21日の16:25 - 17:30に放送された。以降も『日曜はダメよ!』のタイトルで、2011年4月17日・5月8日・8月5日・2012年10月28日[注釈 1]に放送された。ただし土曜の振り替えで日曜日に放送する場合『日曜もダメよ!』のタイトルで通常の内容で放送されている。
  - 通常の放送時間は、土曜日16:00 - 17:00であるが、通常の放送時間当日にスポーツ中継などが編成された場合は、15:00からなど編成の空いた時間に放送される場合（この場合も通常と同じ60分枠の場合と、当日の編成の都合上、90分などの拡大版となる場合がある）、休止される場合、土曜日に休止される代わりに翌日の日曜日（16:25 - 17:30）に放送されるなどのパターンがある。また2013年から、不定期に14:55 - 17:00に125分のスペシャルが編成されている。この場合は小枝不動産は2本立てになるなど、各企画が拡大で放送される。
- 2015年10月21日放送分の2時間スペシャルで、放送500回を達成しており[1]、長寿番組となっている。
- コンセプトは「サイコバラエティー」とされている。

## 放送時間
| 期間                          | 放送時間 (JST)             |
| ----------------------------- | -------------------------- |
| 2003年9月27日 - 2009年3月28日 | 土曜 16:55 - 18:00（65分） |
| 2009年4月4日 - 2013年3月30日  | 土曜 16:30 - 17:30（60分） |
| 2013年4月20日 - 現在          | 土曜 16:00 - 17:00（60分） |

## 出演者

### 司会
- 藤井隆[注釈 2]

### レギュラーメンバー
- YOU[注釈 3]
- 桂小枝[注釈 4]
- フットボールアワー[注釈 5]
  - 岩尾望
  - 後藤輝基
- テンダラー（2014年6月28日 -）[注釈 6]
  - 白川悟実
  - 浜本広晃
- NMB48（メンバー3名から2名ずつ交代で出演。一部の回は3人で出演する場合もある。） 
  - 安部若菜（2022年6月5日 - ）
  - 坂田心咲（2024年2月17日 - ）
  - 三鴨くるみ（2025年7月26日 - ）

### 元レギュラー（出演者）
- ブラックマヨネーズ（小杉竜一・吉田敬）（ - 2011年3月）
- ライセンス（藤原一裕・井本貴史）（2011年4月16日 - 2014年4月5日）
- 山田菜々（当時NMB48）（2011年4月16日 - 2015年3月21日）
- 門脇佳奈子（当時NMB48）（2011年4月16日 - 2016年2月27日）
- 木下春奈（当時NMB48）（2015年7月17日 - 2016年2月6日）
- ピース（綾部祐二・又吉直樹）（2014年5月3日 - 2017年4月8日[2]）
- 薮下柊（当時NMB48）（2015年4月25日 - 2017年4月16日）
- 中野麗来（当時NMB48）（2016年3月12日 - 2018年3月24日）
- 植村梓（当時NMB48）（2016年6月25日 - 2018年3月24日）
- 堀詩音（当時NMB48）（2016年 - 2018年）
- 城恵理子（当時NMB48）（2016年 - 2018年）
- 山田寿々（当時NMB48）（2018年4月7日 - 2021年2月27日[注釈 7]）
- 横澤夏子（2017年4月16日 - 2021年10月16日[注釈 8]）
- 白間美瑠（当時NMB48）（2015年6月13日 - 2021年10月2日[注釈 9]）
- 梅山恋和（当時NMB48）（2021年6月12日 - 2022年4月23日）
- 渋谷凪咲（当時NMB48）（2018年4月7日 - 2024年2月10日）
- 出口結菜（当時NMB48）（2021年11月20日 - 2025年4月12日）

### 元レギュラー（ナレーション）
- 三浦隆志（読売テレビアナウンサー）

### VTRのみでの出演
2024年9月現在
- 浅越ゴエ（ザ・プラン9）（不定期・主に「クイズ! 赤の他人は誰だ!?」担当）
- 月亭八光（不定期・主に「ギョーテン浪花コレクション 〜ナ・ニ・コ・レ!?〜」担当）
- ヒデ（ペナルティ）（不定期・主に「クイズ!よみがえれ純喫茶」担当）
- 西川忠志（不定期・主に「サクッとOKAMI」担当）
- ヤナギブソン（ザ・プラン9）（不定期・主に「クイズ!頼まれなかったメニューはどれだ!?」担当）
- ♥さゆり（かつみ♥さゆり）（不定期、主に「ギョーテンお宿情報! ♥さゆりのボヨヨン滞在記」担当）
- 藤崎マーケット（田崎佑一・トキ）（不定期、主に「クイズ! のぞき見マーケット　何かええもん買いました？」担当）

### ナレーション
- 島よしのり
- 大津奈美子
- 山本隆弥（読売テレビアナウンサー）

＊3人ともコーナー別に担当しており、CM前の告知とEDを島が主に担当している。

## コーナー

### 現在のコーナー
USO? HONTO? 土ダメ! タレント百科事典!!（2009年4月4日 - ）
ウィキペディアに書かれているゲストに関する情報がウソかホントかを本人に確かめるコーナー。ホントだった情報は「土ダメ! タレント百科事典」に出典される。
クイズ! 漢字居酒屋書いて〜屋
ある居酒屋さんのメニューがVTRで流れ、そのあと読めるけど漢字ではいざ書けない漢字を当てるクイズコーナー。
正解した人には美味しいご褒美がある。またたまにお店の名前もクイズに出題される。
ギョーテン! 住宅情報!! 小枝不動産
桂小枝が不動産屋からの紹介で、関西（時には沖縄や名古屋、北海道、台湾なども）にある、おもしろ・ヘンテコ物件、時には高級物件情報を紹介するコーナー。毎回あるテーマが付けられており、それに沿って物件は紹介されている。どのような難あり物件であっても小枝がポジティブな言い回しで紹介する。
2018年2月以降は高級物件がメインになりつつあるほか、過去に紹介された物件のリフォーム後を紹介することもある。
フットボールアワー後藤は、このコーナーでナレーターにほぼ毎回弄られている。
また不定期で宿を紹介するのでコーナー名とVTR出演者が変わる。
ギョーテン浪花コレクション 〜ナ・ニ・コ・レ!?〜
「イケイケフォトズッキンドッキンショー」の後継コーナー。月亭八光が商店街や通りで個性的なファッションの「関西のオバチャン」を数人ピックアップし、その中からスタジオ出演者たちが一人「ベスト・オブ・ナニコレ」を選ぶというコーナー。選ばれた受賞者には、番組特製のポートレート（72cm×50cm）と1万円分のクオカードがプレゼントされる。後藤のみがマダムの服装を突っ込むものの、YOU以下全員にことごとく否定される。また、今までにベスト・オブ・ナニコレに選ばれたマダムの中から、印象の残ったマダムのその後を紹介する「ナニコレプレミアム〜あのマダムは今!?〜」が放送されることもある。後藤の母親もナニコレに登場した。
クイズ! 赤の他人は誰だ!?
番組に応募された家族の元へ、浅越ゴエが訪れリポートしたVTRがスタジオで流れる。だが、その映像に映る家族の中にはたった一人、赤の他人（主にプロダクション所属の俳優や子役）が紛れ込んでおり、それが誰であるかを当てるコーナー。出演した家族には賞金3万円とスタジオで騙された（不正解者）人数×5000円がプレゼントされる（2009年5月23日放送以降は、3万円分のクオカードと騙された（不正解者）人数×5000円）。
また不定期で過去に出演した家族のVTRを流してそのあともう１回答えるようになる。
実録! ママの人生にドラマあり! どっちのスナックSHOW!!（2009年12月19日 - ）
後藤と小杉がスナックプレゼンターとなり、スナックのママを紹介。波乱の半生やお店のセールスポイントなどをそれぞれ披露し、後ろ姿の写真や紹介されたポイントなどから想像力を働かせ、出演者とゲストが行ってみたいスナックをどちらか一軒、最後に多数決で選び、選ばれたママの顔だけを見ることができる。選ばれなかったママは顔を特殊編集（ピンク色の丸に秘密と記されている）で覆われた形でスナックプレゼンターによって紹介され、素顔を公開される事は一切ない。放送300回となった2010年10月9日放送では選ばれたママの店を出演者が訪れた。
2011年5月11日以降、小杉の後継として岩尾が担当している。
社長の家を丸ハダカ! ギョーテン推理! お宝ぶっちゃけハウマッチ!（2009年12月26日 - ）
今勢いのある会社の社長の豪邸にブラックマヨネーズ・小杉と経営コンサルタント「社 長好（やしろ ながよし）」に扮した吉田が訪れ、車や調度品などを手がかりに、家の中にあるお宝4品を価格の高い順に並べる。訪問した社長の会社の商品が視聴者にプレゼントされる。
「月収ぶっちゃけハウマッチ!」同様、毎回スタジオでブラックマヨネーズ吉田がキレ芸を行うのが恒例となっていた。
「月収ぶっちゃけハウマッチ!」同様、2011年11月12日から担当がライセンスに切り替わった。
みんなで思い出そう! 懐かしクイズ! ヒット商品ヒストリー（2009年12月26日 - ）
誰もが知っているヒット商品の歴史にスポットをあて、どの商品がいつ発売されたかをラインナップの中から選び、発売順に並べ替えていく。解答は小枝チームとYOUチームに分かれて行う。商品発売当時に起きた出来事の他、当時の出演者のエピソードを「土ダメニュース」として随時披露。選んだ商品が正解だった時は商品の後ろに○の札が立てられるが、不正解だった場合には×の札が立てられ、正解の商品と入れ替えた上で、間違えた商品はラインナップに戻される。勝利チームには、問題でとり上げた商品が贈られる。
大きなお世話? モノマネできなきゃダメよ!（2010年3月6日・5月1日）
フットボールアワー、ブラックマヨネーズにもっと芸の幅を広げてもらおうと企画されたスペシャルコーナー。4人が苦手とするモノマネをゲストの原口あきまさ（3月6日）・エハラマサヒロ（5月1日）が基礎から教えた。
ギョーテン事業仕分け!! 夫婦のルールいる? いらない?（2010年3月20日 - ）
番組に応募された家族の元へ銀シャリが訪れ、夫婦間のルールが必要か不要かをそれぞれ話し合い、検証した上で最終的に土ダメメンバーが判定する。
クイズ! 2択でGO!（2010年4月17日 - 9月11日）→ウソつきはどっち? 2択でGO!（2010年10月30日 - ）
出題者は「青木善伸（桂小枝の本名）とツータックス（ブラックマヨネーズとフットボールアワー）」。呼称はそれぞれアオキックス（小枝）、ヨシダックス（吉田）、コスギックス（小杉）、イワオックス（岩尾）、ゴトックス（後藤）。
出題者1名に問題と正解がかかれた紙の入った封筒が渡され、その場でもう一つのウソの答えを考え、ゲストに2択クイズを出題。ゲストはその問題を解答し、正解なら出題者が、誤答ならゲストが罰として強烈に苦い「特製土ダメ茶」を飲む。
その後「ウソつきはどっち? 2択でGO!」に改称となり、ルールが変更された。出題者2人は2つの封筒を受け取る。1つは問題と正解が書かれた紙、もう1つは白紙。白紙を選んだ1人はウソの答えを考え、2人でゲストに2択クイズを出題する。ゲストはどちらがウソの答えかを解答し、正解なら出題者が、誤答ならゲストが「特製土ダメ茶」を飲む。何故か小枝と吉田のみ土ダメ茶を飲む事を回避できる「土ダメ茶ブロック」という裏ルールがある。
サンデー焼肉! サンキューお便り!（2010年11月21日 - ）
「日曜もダメよ!」→「日曜もダメよ!」中に放送された企画。「焼肉大好きダメットさん」・いかりんがオススメする焼肉を食べながら、番組に寄せられたお便りを紹介するコーナー。
クイズ! 賢くなりたい!!「これが人生の法則だ」（2011年1月22日 - ）
新春お試し企画・第一弾のクイズを模した大喜利コーナー。
世の中にあふれている「実用書」「生き方のマニュアル本」から生きる上で役立ちそうな文章を虫食い形式で出題する。藤井が出題し、ゲストを含むレギュラー陣がフリップに書いて挙手で解答する。
いい答えをした解答者には土ダメ賞が与えられる。土ダメ賞を10回受賞した解答者には素敵な商品がプレゼントされる。
昔なつかし チェック ザ・テレビ欄（2011年2月12日 - ）
過去のテレビ欄をチェックしながら、昔なつかしい思い出を振り返り、当時を懐かしむコーナー。
優良企業に学べ! ギョーテンフットカンパニー（2011年2月19日 - ）
有限会社岩尾企画の岩尾社長と後藤秘書に扮したフットボールアワーが関西にある個性的な優良企業を訪問し、この時代を生き抜く知恵を学んでいこうというコーナー。
ナニワnoめっちゃ! ベッピンさん!! ギョーテンプリクラ選手権!（2011年4月16日 - ）
昭和48年以前に生まれた関西在住マダム3名にプリクラ写りだけで美しさを競いあってもらうコーナー。"ベッピンショットマダム"に選ばれれば旅行券3万円分がプレゼントされる。プレゼンターはNMB48から3名が担当し、プリクラ紹介後にはアピールショットをするのがお約束となっている。
一位になれなかったマダムを担当するNMB48メンバーは罰ゲームとして変顔を披露する。
ギョーテン推理! 月収ぶっちゃけハウマッチ!!NEO（2011年4月16日 - ）
番組に応募した家族の元へライセンス・井本とファイナンシャルプランナー「二代目･月 収（つき おさむ）」に扮したライセンス・藤原が訪れ、気になる月収を徹底調査するコーナー。出演した家族には旅行券3万円分がプレゼントされる。
スタジオでは、家の様子や、電化製品、食料品、家計簿等（家計簿はローンや旦那さんのお小遣いなどの内から一項目のみヒントとして紹介）から手取り月収を推理する。正解または近似値を出した解答者にはスイーツが提供される。
クイズ! よみがえれ純喫茶（2011年6月18日 - ）
喫茶店マニア・サッカーファンであるペナルティ・ヒデが、数を減らしつつある純喫茶を訪れ、店の様々な点をサッカーに関するうんちくに無理やり絡ませて煽てて紹介する。
店の秘密を回答するクイズコーナー付きである。
真剣討論!芸人哲学（2011年12月24日 - ）
フットボールアワー、ライセンスの他、ゲストに迎えたお笑い芸人が、芸人としての哲学を笑い無しで真剣に語る。
ギョーテン!?三者面談!ママからの通信簿（2011年8月6日 - ）
フットボールアワー後藤の母と、ライセンス藤原の母が、息子を評価する。
新た名前を考えよう!ネーミングバンザイ!（2011年10月9日 - ）
名前が付いているが、いまいち名前が浸透していない世の中のあらゆる物事に、覚えやすくて親しみやすい新しい名前を与える。
シンキングタイム中、藤井が突然ダンスを始めにこやかにゲストに一緒に踊る様促すが、シンキングタイムが終わった直後、藤井が豹変して「お答え下さい!」と激怒する。
クイズ!セレブショッピング なんかええもん買いました?（2011年1月22日 - ）
ライセンスがショッピングセンターを訪れ、客がどのような「ええもん」を購入したか調査する。クイズ付き。
発掘!ワッハに残そう!芸人お宝ハンティング（2011年10月29日 - ）
お笑い芸人達の貴重なお宝を手に入れ、ワッハ上方に展示するスペシャル企画。
西川忠志のぶらりよしもと100年紀行（2012年7月21日 - ）
吉本興業100周年記念スペシャル企画。西川忠志が、吉本になじみのある場所をぶらりと歩く。
日帰りイイ旅 サクッとOSAKA〜大阪市内で旅シナイ!?〜（2012年5月12日 - ）
大阪市内にある「近いのに見逃していた」スポットを探して日帰り旅を提案する企画。
のんちゃんのティートーク!〜よしもと100物語〜（2012年7月7日 - ）
吉本興業100周年記念スペシャル企画。なんばグランド花月にあるよしもと47（よんなな）ご当地市場で販売されている全国各地の名産の中から、岩尾が選んだおすすめご当地グルメと、吉本芸人の裏エピソードティートークを楽しむ。
背伸びキッズの初体験 めざせ!大人のライセンス（2012年10月28日 - ）
番組初の子供企画。ライセンスが、日頃大人がやっていることを見て「かっこいい」「やってみたい」と思う子供を訪れ、初体験をさせてあげる企画。
クイズ!頼まれなかったメニューはどれだ!?（2012年12月8日 - ）
飲食店の1日の営業時間内で「最後まで頼まれなかったメニュー」を当てる企画。メニューは、時間限定やコース料理から、おつまみやデザートといった単品料理まで、ドリンク類を除く収録当時の全品が対象となる。
夕方ヒットスタジオ
藤井隆とYOUがMCと出演者(藤井とYOUを除く)とゲストが歌うコーナーである。番組特製QUOカードのプレゼント数に応じて点数になる。70点台は7名様、80点台は8名様、90点台は9名様、100点満点の場合は100名様、応募はハガキと番組ホームページで応募可能となる。(フジテレビ 夜のヒットスタジオのパロディ)

### 過去のコーナー
イケイケフォトズッキンドッキンショー
番組に応募された「過去のイケイケ写真」の中から、スタジオ出演者の多数決で一枚を選ぶコーナー。選ばれた写真はこのコーナーで使用される背景として飾られ、また出演した人には賞金3万円がプレゼントされる。
プレミア★グルメアカデミー
毎回、一つの料理をプロの料理人と「ママグルメ」と呼ばれる一般主婦がそれぞれ作り、スタジオに持ち込まれた2皿の同じ料理をスタジオ出演者が食べ、どちらがプロの料理かを当てるコーナー。このコーナーに出演したママグルメたちのテクニックをまとめたレシピ本『「土曜はダメよ!」プレミア・グルメアカデミー ママの知恵レシピ集』が2004年12月に講談社から出版された（ISBN 978-4063527261）。
輝け！ギョーテンダメンバー
変わった活動をする団体を紹介するコーナー。
商店街の知恵袋
千鳥の二人が商店街に出向き、さまざまな知恵を教えてもらうコーナー。知恵を教えてくれた人には、千鳥の出身地である岡山名物・きびだんごをプレゼントした。
ギョーテン旅行カバンダメッチング
ブラックマヨネーズが関西空港を訪れ、海外から帰国した旅行客のトランクを開けてお土産等をチェックするコーナー。
食べなきゃダメよ! めちゃ美味（うま）! トラ美味（うま）!? グルメ（2009年4月18日 - 2009年9月5日）
ゲストが苦手な食べ物を、番組の「トラ美味（うま）グルメシェフ」が工夫し、大変身させた料理を食べて克服してもらうコーナー。レギュラー出演者の後にゲストが食べて、おいしい「めちゃ美味」料理かやっぱり苦手な「トラ美味」料理かを判定。提供された料理のレシピは番組ホームページで公開。
クイズ! 愛とは決して後悔しないこと!!（2009年11月14日 - 2010年1月30日）
ある言葉について、辞書には載っていない独自の解釈や定義を考えるクイズコーナー。採用された定義は「土ダメ! 広辞苑」に出典される。
家の中をまるはだか! 回収ぶっちゃけハウマッチ!（2008年7月26日 - 2009年4月18日）
番組に応募された家族の元へブラックマヨネーズ・小杉とリサイクルプランナー「回 収（かい おさむ）」に扮した吉田がリサイクル業者と共に訪れ、家の中にたまって使わなくなってしまった物を処分・回収し、家の中をスッキリさせようというコーナー。スタジオでは買取りした商品の中から、4品の買取金額の高い順を当てる（VTRではその4品の買取金額は伏せられている）。ちなみにスタジオでは、物を捨てることができない家族の特徴を回 収が分析する「チェック・ザ・ハリケーン」を紹介している。回収処分費用は番組が全額負担し、リサイクルした商品の買取金額が全額おこづかいとして出演した家族にプレゼントされる。
「月収ぶっちゃけハウマッチ!」同様、毎回スタジオでブラックマヨネーズ吉田が意味無く突然キレ芸を行うのが恒例となっていた。
秋のお試しコーナー 美しく写真を撮らなきゃダメよ!（2010年9月4日）
みんなでカメラを持ってテーマにふさわしい美しい写真を撮って競い合おうというコーナー。「美女と花」をテーマに、シルクをモデルに撮影が行われ、ベストショット賞はフットボールアワー後藤が受賞し、受賞作は次週の番組タイトルに使用された。
ギョーテンケイタイ メル変チェック!!
リポーターは浅越ゴエ。
ギョーテン推理! 月収ぶっちゃけハウマッチ!（ - 2011年3月26日）
番組に応募された家族の元へブラックマヨネーズ・小杉とファイナンシャルプランナー「月 収（つき おさむ）」に扮した吉田が訪れ、その一家のことを調査、スタジオでその一家の月収を当てるというコーナー。
VTR中、そのお宅の定番メニューを食べ月収予想のヒントとなる「チェック・ザ・モグモグ!」というコーナーがある。「うまい」から「うまままい」を経て、最上級の「うもももい」の間で吉田が判定する（例：「うまままもい」→も一つ!ま三つ!!）。
スタジオでは、家の様子や、前日の夕食・宝物・最近買った高いもの・家計簿（家計簿はローンや旦那さんのお小遣いなどの内から一項目のみヒントとして紹介）から月収を推測する。出演した家族には賞金3万円（現在はクオカード3万円分）がプレゼントされる。
ヒントの流れから、ブラックマヨネーズ吉田が過去の人生談を語った後、恋愛関係にある設定になっている音効の中谷と繰り広げる一連のシュールな件があるが、この設定を知らない多くのゲストをいつも戸惑わせている。このシーンこそ、番組が「サイコバラエティー」と言われる所以だとよく話している。
レギュラー陣全員がコーナー終了後に毎回シュールな寸劇をしながら応募者を呼びかける。
放送されてはいないが、吉田は訪問した家でトイレを借り、大便をする事が多かったと後に語っている。
ギョーテン美人! ダメットさん!!
フットボールアワーの二人が、募集（自薦・他薦は問わない）によって、通称ダメットさん（外見は美しいが、他の人にはない変わった趣味や癖がある人）の自宅へと訪問し紹介、時には更生させるコーナー。ちなみに紹介されるダメットさんは、みな仮名で出演している（ただし後述のような例外もある）。また「その後のダメットさん!!通信」で紹介されることもある。
ダメットさんの自宅を訪問する際、岩尾がダメットさんの特徴に因んだ奇妙なコスプレを毎回している。
中でも第1回放送で「焼肉大好きダメットさん」として出演したいかりんは、焼肉の達人としてさまざまなメディアに登場した他、「サンデー焼肉! サンキューお便り!」でおすすめの焼肉を紹介している。
また2008年9月8日放送で紹介された「パンダ大好きダメットさん」は、2009年1月24日の「その後のダメットさん!!通信」で写真展（ダメットさんを含む6人展）の模様を放送した際、番組で写真集を出版しようかという話が持ち上がり、その後、実際にワニブックスから2009年7月25日に「パンダです。」（ISBN 978-4-8470-1852-7）、2011年6月18日に「やっぱりパンダです。」（ISBN 978-4-8470-1996-8）が発売された。写真集の帯コメントはYOUが手がけた。なお、他のダメットさん同様、当初は仮名で出演していたが、写真集の出版を発表した2009年7月18日放送以降は、パンダ作家としての活動名・大西亜由美名義で出演。

## スタッフ
2025年4月27日時点
- ディレクター：吉田光希・滝村展宏・増田恒輝・辻あゆみ・濱森基大・南繁（レジスタX1、辻→以前はAD）、堀一範（フロッグ）、山下聡（BUSY BEE、一時離脱►復帰）、喜久翔・髙橋優貴（読売テレビ）、藤光佳考（サンフラップX1、一時離脱►復帰）、上杉康司（エキスプレス）、杉浦圭太・津田真吾（ディーレック）
- 構成：吉井三奈子、長谷川朝二、八木晴彦、増山実、岡内義人、田中文章、彦根ハルキ（彦根→2024年10月5日までは長江治希名義）
- TD・LD：窪内誠（読売テレビ、以前はVE►一時離脱）
- SW（週替り）：坂口裕一・野口忠繁（読売テレビ、坂口→以前はSW►CAM►一時離脱、野口→以前はCAM►一時離脱►SW/CAM）
- CAM（週替り）：坂口拓磨・大矢晃平（読売テレビ）、筒井周太、出口雅樹（出口→一時離脱）、加藤裕規（関西東通、一時離脱）
- MIX（週替り）：木村冬樹（CARROT）、畑仲豊萌（一時離脱）、脇阪(坂)真佳（エキスプレス）、沖田一剛・池永裕一（読売テレビ、沖田→一時離脱）
- VE（週替り）：矢野鼓子・菊地健・古門優弥（読売テレビ、菊地→一時離脱、古門→以前はCAM）、胎中創（一時離脱）、西村幸朗
- 編集：田中麻友子（マウス）
- MA：品川泰宏（ytv Nextry）
- 音効：鈴木宗寿（ytv Nextry、以前は週替り）
- CG：高畠彰（アエックス）
- 美術：松田優多（読売テレビ）
- 美術進行：川上眞子
- タイトル：デジタルカラー
- 制作・技術協力：レジスタX1、バックアップメディア、フロッグ、ディーレック、ytv Nextry、ハートス、エキスプレス、ブレーンズ、教映社、つむら工芸、高津商会、東京衣裳、A.I.C、マウス、P.C柿本、アルチザン（毎週）、光学堂、View（週替り）
- スタイリスト：アトリエ色えんぴつ（桂小枝担当）、皆川未央（YOU担当）、FOUR SEVEN.、南理沙(沙織)
- AP：春田尚子
- 演出：橘庸介（レジスタX1）
- プロデューサー：尾池亮介（読売テレビ、2025年4月27日〜）、坂川綾那（吉本興業、2023年7月29日〜）
- チーフプロデューサー：高橋宏輔（読売テレビ、2022年6月11日〜、2021年6月12日〜2022年5月21日はプロデューサー）
- 制作協力：吉本興業
- 制作著作：読売テレビ

### 過去のスタッフ
- 構成：やまだともカズ、田中孝晃、坂本久史、高山拓志、足立良信
- リサーチ：二星啓一
- TD・LD：浜野眞治・廣江貞雄・窪田和弘（共に読売テレビ、共に以前は照明）
- TD・LDOrCAM（週替り、回によって異なる）：奥嶋駿介（読売テレビ、以前はTD・LD）
- TD・SW・CAM（週替り）：塚本新一（読売テレビ）
- SW（週替り）：野平浩二・藤井義行（読売テレビ、野平→以前はTD/CAM、藤井→以前はTD・CAM）
- SW/CAM（週替り）：井ノ口鉱三・杉本麻也（読売テレビ、杉本→以前はSWのみ）
- CAM（週替り）：小池一暢・大橋優（読売テレビ）、西川史人
- MIX（週替り）：今福晃行、正木良・鈴木直人・三村将之・谷口英雄（読売テレビ、鈴木→以前はTD）、川田昌彦・眞鍋鶴司（エキスプレス）、濱田浩平（ytv Nextry）
- VE（週替り）：文昭允、田口護・米田忠義・木谷公久・田渕敬昌・山岡宗馬・池見憲一（読売テレビ、田口→以前はTD・MIX、池見→一時離脱）、松下英男、上田好一（関西東通）
- 編集：寺田智也
- MA：山本晋
- 音効：中谷菜穂子、中谷誠
- 美術：丹野可奈子・松井珠美・野沢桃子・尾前江美（読売テレビ）
- 美術進行：大江哲由、安達綾子、川田耕司、宮﨑友紀
- タイトル：てんはうす
- スタイリスト：マッセ、フローティングアイランドジャパン（藤井隆担当）、中畑理沙
- 協力：エックスワン（2008年2月23日まで）、サウンドエフェクト（2011年1月まで）、榊原テレビ機配、デンコー、aex、アークジャパン、ハックベリー
- AD：清水大樹、横谷武志、南谷朗大
- ディレクター：関典明（読売テレビ）、上野正樹（読売テレビ、2015年6月6日〜2016年7月16日はプロデューサーを担当）、吉井智也（読売テレビ、以前はAD）、宮井豊・宮前麗香・佐伯梨奈・大家永実菜・西英太郎・岡田凌・小早川竜哉（レジスタX1）、杉野嘉則・山本大翔・阪口智稀（読売テレビ）、龍田真享（ytv Nextry）、松下初音
- プロデューサー：片岡克也・山本陽・中埜勝之（読売テレビ、中埜→2019年6月22日〜2021年5月29日）／ 伊藤公樹・山田貢・坂詰徹（吉本興業）、高山雄次郎・中澤晋弥・田尻麻衣・重枝栄子・藤原真美・小林めい（よしもとクリエイティブ・エージェンシー）、坂口大輔（吉本興業、以前はよしもとクリエイティブ・エージェンシー）、真鍋理恵（吉本興業、2020年11月21日〜2022年5月21日）、後藤ちあき（吉本興業、2022年6月5日〜2023年7月15日）
- チーフプロデューサー：山西敏之(2005年6月まで)、綿谷登、竹内伸治( - 2008年6月28日と2009年4月4日〜6月27日まではCP、2008年7月5日〜2009年3月28日までは制作)、妹尾和己(2009年7月4日〜2011年7月23日と2013年7月20日〜2015年6月27日)、鈴木和成(2011年7月30日〜2012年7月14日)、谷口良信(2012年7月21日〜2013年7月13日)、吉川秀和(2015年7月18日〜2016年7月16日)、太田匡隆(2016年7月23日〜2017年6月、以前はプロデューサー)、竹綱裕博(2017年7月8日〜2018年6月30日)、山口剛正(2018年7月14日〜2021年5月29日)、山口将人(2021年6月12日〜2022年5月21日)（全員→読売テレビ）

## 放送局

### レギュラー放送
| 放送対象地域   | 放送局            | 系列           | 放送開始日    | 放送曜日・放送時間    | ネット状況 | 備考 |
| -------------- | ----------------- | -------------- | ------------- | --------------------- | ---------- | --- |
| 近畿広域圏     | 読売テレビ（ytv） | 日本テレビ系列 | 2003年9月27日 | 毎週土曜16:00 - 17:00 | 制作局     | |
| 香川県・岡山県 | 西日本放送（RNC） | 日本テレビ系列 | 2006年4月1日  | 毎週土曜15:55 - 16:55 | 遅れネット | 『TVおじゃマンボウ』の後枠としてネットを開始。2009年3月で途中打ち切りとなっていたが、2011年11月から放送が再開された。放送時間が拡大するスペシャル回は放送休止することがある。 |
| 山口県         | 山口放送（KRY）   | 日本テレビ系列 | 2015年10月3日 | 不定期放送            | 遅れネット | |
| 沖縄県         | 宮古テレビ（MTV） | ケーブルテレビ | 2022年10月1日 | 毎週土曜11:00 - 12:00 | 遅れネット | [ 3 ] |

### インターネット配信
| 配信サイト    | 配信開始日    | 配信曜日      | 備考                                         |
| ------------- | ------------- | ------------- | -------------------------------------------- |
| TVer          | 2022年3月19日 | 毎週土曜17:00 | 2022年3月5日分から配信開始。 配信期間は 日。 |
| GYAO!         | 2022年3月19日 | 毎週土曜17:00 | 2022年3月5日分から配信開始。 配信期間は 日。 |
| ytvMyDo!      | 2022年3月19日 | 毎週土曜17:00 | 2022年3月5日分から配信開始。 配信期間は 日。 |
| UNYチャンネル | 2022年3月19日 | 毎週土曜17:00 | 2022年3月5日分から配信開始。 配信期間は 日。 |

### 過去のネット局
| 放送対象地域 | 放送局                  | 系列           | 放送開始日                                   | 放送曜日・放送時間    | ネット状況 | 備考 |
| ------------ | ----------------------- | -------------- | -------------------------------------------- | --------------------- | ---------- | ---- |
| 長崎県       | 長崎国際テレビ（NIB）   | 日本テレビ系列 | 2006年10月 - 2007年3月                       |                       |            |      |
| 広島県       | 広島テレビ（HTV）       | 日本テレビ系列 | 2008年4月5日 - 2008年9月                     | 土曜                  |            |      |
| 愛媛県       | 南海放送（RNB）         | 日本テレビ系列 | 2008年4月5日 - 2009年3月                     | 土曜                  |            |      |
| 徳島県       | 四国放送（JRT）         | 日本テレビ系列 | 2010年10月16日 - 2011年9月                   | 土曜                  |            |      |
| 熊本県       | 熊本県民テレビ（KKT）   | 日本テレビ系列 | 2006年10月 - 2008年3月 2010年4月 - 2010年9月 |                       |            |      |
| 鹿児島県     | 鹿児島読売テレビ（KYT） | 日本テレビ系列 | 2006年4月 - 2015年9月                        |                       |            |      |
| 沖縄県       | 琉球放送（RBC）         | TBS系列        | 2018年3月3日                                 | 土曜                  |            |      |
| 埼玉県       | テレビ埼玉（TVS）       | 独立局         | 2021年11月6日 - 不明                         | 毎週土曜16:00 - 17:00 |            |      |